# Standard de facto
Standard de facto (łac. standard faktyczny) – standard lub zbiór zwyczajów i technologii stosowanych powszechnie przez daną gałąź przemysłu i produktów, który nie jest formalnie wymagany przez żadną z formalnych organizacji standaryzacyjnych lub przez prawo.
Standard de facto, zazwyczaj wynika z uwarunkowań historycznych, np. rozpowszechnienie go przez firmę, która go wynalazła, lub kiedy potrzebne jest ujednolicenie rynku i nie ma praktycznych powodów, aby preferować jeden standard nad inny (powszechne standardy gniazdek i wtyczek w wielu branżach, jak technika dźwięku).

## Przykłady
- TCP/IP, podstawowe protokoły Internetu (formalny standard ma poważne wady)
- PostScript w drukarkach laserowych (brak formalnego standardu)
- DOC, format dokumentu aplikacji Microsoft Word (z powodu rozpowszechnienia pakietu Microsoft Office)
- zlib